# L'imperatore di Capri
L'imperatore di Capri é um filme italiano de 1949, dirigido por Luigi Comencini.

## Sinopse
Antonio De Fazio trabalha num hotel em Nápoles quando é confundido por uma hóspede com um príncipe árabe, muito rico. Ela marca encontro com ele num hotel de Capri e Antonio não se faz rogar e vai com um amigo. Na ilha todos, julgando que ele é o príncipe, o querem "ajudar", mas tudo se complica com a chegada do verdadeiro príncipe e... da mulher e da sogra de Antonio.